# پینچبک، لینکلن‌شر
پینچبک (به انگلیسی: Pinchbeck) یک روستا و محله مدنی در بریتانیا است که در South Holland واقع شده‌است. پینچبک ۵٬۱۵۳ نفر جمعیت دارد.